# Acid dihidrofolic
Acidul dihidrofolic (și anionul său, dihidrofolat) este un derivat de acid folic (vitamina B9) care este convertit la acid tetrahidrofolic sub acțiunea enzimei denumite dihidrofolat-reductază. Deoarece acidul tetrahidrofolic este necesar pentru biosinteza purinelor și pirimidinelor (care intră în structura ARN și ADN), această enzimă este blocată de anumite medicamente (în special chimioterapice anticanceroase) pentru a inhiba sinteza de acizi nucleici indispensabili pentru reproducerea celulară.